# Tommy Page
Tommy Page (Glen Ridge, New Jersey, 1967. május 24. – East Stroudsburg, Pennsylvania, 2017. március 3.) amerikai énekes, dalszerző. I'll Be Your Everything című dalával listavezető volt 1990 áprilisában a Billboard Hot 100 slágerlistán.

## Diszkográfia
- Tommy Page (1988)
- Paintings in My Mind (1990)
- From the Heart (1991)
- A Friend to Rely On (1992)
- Time (1994)
- Loving You (1996)
- Ten 'Til Midnight (2000)